# Arondismentul Bayeux
Arondismentul Bayeux (în franceză Arrondissement de Bayeux) este un arondisment din departamentul Calvados, regiunea Basse-Normandie, Franța.

## Subdiviziuni

### Cantoane
- Cantonul Balleroy
- Cantonul Bayeux
- Cantonul Caumont-l'Éventé
- Cantonul Isigny-sur-Mer
- Cantonul Ryes
- Cantonul Trévières

### Comune
| 1. Agy (14003)                      | 2. Aignerville (14004)                 | 3. Anctoville (14011)                | 4. Arganchy (14019)                  |
| 5. Arromanches-les-Bains (14021)    | 6. Asnelles (14022)                    | 7. Asnières-en-Bessin (14023)        | 8. Balleroy (14035)                  |
| 9. Banville (14038)                 | 10. Barbeville (14040)                 | 11. Bayeux (14047)                   | 12. Bazenville (14049)               |
| 13. La Bazoque (14050)              | 14. Bernesq (14063)                    | 15. Blay (14078)                     | 16. Le Breuil-en-Bessin (14103)      |
| 17. Bricqueville (14107)            | 18. Bucéels (14111)                    | 19. Cahagnolles (14121)              | 20. La Cambe (14124)                 |
| 21. Campigny (14130)                | 22. Canchy (14132)                     | 23. Cardonville (14136)              | 24. Cartigny-l'Épinay (14138)        |
| 25. Castillon (14140)               | 26. Castilly (14142)                   | 27. Caumont-l'Éventé (14143)         | 28. Chouain (14159)                  |
| 29. Colleville-sur-Mer (14165)      | 30. Colombiers-sur-Seulles (14169)     | 31. Colombières (14168)              | 32. Commes (14172)                   |
| 33. Condé-sur-Seulles (14175)       | 34. Cormolain (14182)                  | 35. Cottun (14184)                   | 36. Cricqueville-en-Bessin (14204)   |
| 37. Crouay (14209)                  | 38. Crépon (14196)                     | 39. Cussy (14214)                    | 40. Deux-Jumeaux (14224)             |
| 41. Ellon (14236)                   | 42. Englesqueville-la-Percée (14239)   | 43. Esquay-sur-Seulles (14250)       | 44. La Folie (14272)                 |
| 45. Formigny (14281)                | 46. Foulognes (14282)                  | 47. Grandcamp-Maisy (14312)          | 48. Graye-sur-Mer (14318)            |
| 49. Guéron (14322)                  | 50. Géfosse-Fontenay (14298)           | 51. Hottot-les-Bagues (14336)        | 52. Isigny-sur-Mer (14342)           |
| 53. Juaye-Mondaye (14346)           | 54. La Lande-sur-Drôme (14350)         | 55. Lingèvres (14364)                | 56. Lison (14367)                    |
| 57. Litteau (14369)                 | 58. Livry (14372)                      | 59. Longraye (14376)                 | 60. Longues-sur-Mer (14377)          |
| 61. Longueville (14378)             | 62. Louvières (14382)                  | 63. Magny-en-Bessin (14385)          | 64. Maisons (14391)                  |
| 65. Mandeville-en-Bessin (14397)    | 66. Le Manoir (14400)                  | 67. Manvieux (14401)                 | 68. Meuvaines (14430)                |
| 69. Le Molay-Littry (14370)         | 70. Monceaux-en-Bessin (14436)         | 71. Monfréville (14439)              | 72. Montfiquet (14445)               |
| 73. Mosles (14453)                  | 74. Neuilly-la-Forêt (14462)           | 75. Nonant (14465)                   | 76. Noron-la-Poterie (14468)         |
| 77. Osmanville (14480)              | 78. Les Oubeaux (14481)                | 79. Planquery (14506)                | 80. Port-en-Bessin-Huppain (14515)   |
| 81. Ranchy (14529)                  | 82. Rubercy (14547)                    | 83. Russy (14551)                    | 84. Ryes (14552)                     |
| 85. Saint-Côme-de-Fresné (14565)    | 86. Saint-Germain-d'Ectot (14581)      | 87. Saint-Germain-du-Pert (14586)    | 88. Saint-Laurent-sur-Mer (14605)    |
| 89. Saint-Loup-Hors (14609)         | 90. Saint-Marcouf (14613)              | 91. Saint-Martin-de-Blagny (14622)   | 92. Saint-Martin-des-Entrées (14630) |
| 93. Saint-Paul-du-Vernay (14643)    | 94. Saint-Pierre-du-Mont (14652)       | 95. Saint-Vigor-le-Grand (14663)     | 96. Sainte-Croix-sur-Mer (14569)     |
| 97. Sainte-Honorine-de-Ducy (14590) | 98. Sainte-Honorine-des-Pertes (14591) | 99. Sainte-Marguerite-d'Elle (14614) | 100. Sallen (14664)                  |
| 101. Saon (14667)                   | 102. Saonnet (14668)                   | 103. Sept-Vents (14672)              | 104. Sommervieu (14676)              |
| 105. Subles (14679)                 | 106. Sully (14680)                     | 107. Surrain (14681)                 | 108. Tierceville (14690)             |
| 109. Torteval-Quesnay (14695)       | 110. Tour-en-Bessin (14700)            | 111. Tournières (14705)              | 112. Tracy-sur-Mer (14709)           |
| 113. Le Tronquay (14714)            | 114. Trungy (14716)                    | 115. Trévières (14711)               | 116. La Vacquerie (14722)            |
| 117. Vaubadon (14727)               | 118. Vaucelles (14728)                 | 119. Vaux-sur-Aure (14732)           | 120. Ver-sur-Mer (14739)             |
| 121. Vienne-en-Bessin (14744)       | 122. Vierville-sur-Mer (14745)         | 123. Villiers-le-Sec (14757)         | 124. Vouilly (14763)                 |
| 125. Écrammeville (14235)           | 126. Étréham (14256)                   |                                      |                                      |